# Erövringen av Kalmar
Erövringen av Kalmar ägde rum den 27 maj 1523 i Kalmar och var en del av befrielsekriget 1521–1523. Vid årets början, 1523, var det bara Kalmar och Stockholm som var under dansk kontroll i det egentliga Sverige. Situationen i Kalmar var uppjagad. I staden fanns 60 tyska legosoldater i dansk tjänst. De hade fått order av Sören Norby att vid händelse av anfall skulle samtliga svenska borgare dödas. 
Då denna order blev känd för invånarna i staden tog de genast kontakt med befälhavarna för den svenska belägringshären, Arvid Västgöte och Peder Hansson. De kom överens om att borgarna natten till den 27 maj skulle lämna den norra stadsporten öppen. De svenska rytteriet red rätt in genom porten och över till andra delen av staden snart följt av fotfolket, och de 30 knektar som då hade vakten i staden kapitulerade. Den 7 juli kapitulerade även slottet. Därefter drog Arvid Västgöte över till Öland och tog kontroll över ön.